# 玉州区
玉州区（ぎょくしゅう-く）は、中華人民共和国広西チワン族自治区玉林市に位置する市轄区。

## 行政区画
- 街道:玉城街道、南江街道、城西街道、城北街道、名山街道
- 鎮:大塘鎮、茂林鎮、仁東鎮、仁厚鎮